# Drapeau et armoiries du canton d'Uri
Le drapeau et les armoiries uranaises sont des emblèmes officiels du canton d'Uri.

## Histoire
Déjà, en 1249 un sceau triangulaire cantonal représentait le taureau avec un anneau dans le museau. Le sceau aurait été créé en 1231, lorsque le Roi Henri II de Souabe accorda l'immédiateté impériale au canton le 26 mai 1231. Ce n'est qu'en 1489 qu'on constata le taureau tirant la langue. Cette image perdura à travers les siècles et est toujours d'actualité.
La plus ancienne bannière connue du canton et existant encore aujourd'hui remonte à 1315 et à la Bataille de Morgarten. Toutefois, le vexillologue Louis Mühlemann estime déjà qu'en 1231, lorsque le canton se dota d'un sceau, le drapeau vint accompagner les armoiries. 
L'héraldiste Adolphe Gauthier indique dans son ouvrage que les cantons de la Suisse primitive avaient tous des bannières avec du rouge. Il rapporte que la première bannière devait probablement consister en une tête de taureau blanche sur fond rouge.

## Signification
Le nom d'Uri proviendrait du mot latin Urus ayant donné en français le mot aurochs. D'autres sources invoquent également les premiers Alamans qui colonisèrent la région puisque Ur signifierait une terre non défrichée. En outre, l'anneau représenterait la domestication de l'aurochs par les premiers colons ,,
Le jaune et le noir proviendraient des couleurs du blason du Saint-Empire romain germanique,.

## Descriptions

### Description vexillologique
La description vexillologique du drapeau uranais est « Sur fond jaune, une tête de taureau noire avec l'anneau et la langue rouge ». 

### Description héraldique
La description héraldique des armoiries uranaises est « D'or au rencontre de taureau de sable, bouclé et lampassé de gueules ». 

## Autre représentation vexillologique et héraldique
Le drapeau est également décliné sous forme d'oriflamme, soit en queue de pie, soit en base plate. L'oriflamme des cantons reprenant le drapeau cantonal dans sa partie supérieure et les couleurs cantonales dans la partie inférieure est appelée un drapeau «complet». Le jaune doit toujours être hissé près de la hampe. À noter que le site internet du canton représente le drapeau d'Uri uniquement de façon bicolore: la langue et l'anneau sont noirs et non rouges.

Drapeau complet uranais

## Utilisation et mention
Les armoiries se retrouvent sur les plaques d'immatriculation arrières de véhicules enregistrés dans le canton d'Uri.
Le drapeau et les armoiries présentent la même figure, la tête de taureau est toujours verticale.

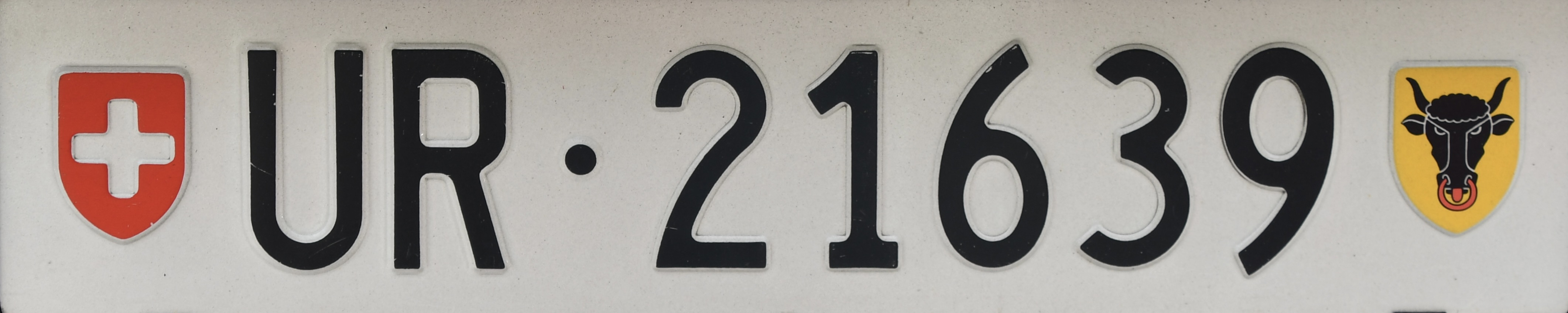
Plaque d'immatriculation arrière uranaise.